# Ellipsis
Ellipsis es el séptimo álbum de estudio de la banda escocesa Biffy Clyro. Fue producido por Rich Costey y lanzado el 8 de julio de 2016. Ellipsis entró en las listas del Reino Unido en el número uno, convirtiéndolo en el segundo álbum número uno de Biffy Clyro, después de Opposites (2013).

## Lista de canciones
Todas las canciones y letras de Simon Neil, música de Simon Neil, excepto donde se indique lo contrario.

| Ellipsis – Edición estándar |                       |          |  |
| N.º                         | Título                | Duración |  |
| 1.                          | «Wolves of Winter»    | 4:08     |  |
| 2.                          | «Friends and Enemies» | 4:12     |  |
| 3.                          | «Animal Style»        | 3:30     |  |
| 4.                          | «Re-Arrange»          | 3:37     |  |
| 5.                          | «Herex»               | 3:57     |  |
| 6.                          | «Medicine»            | 3:53     |  |
| 7.                          | «Flammable»           | 3:07     |  |
| 8.                          | «On a Bang»           | 2:38     |  |
| 9.                          | «Small Wishes»        | 3:06     |  |
| 10.                         | «Howl»                | 3:33     |  |
| 11.                         | «People»              | 3:16     |  |

| Ellipsis – Edición de lujo |                              |          |  |
| N.º                        | Título                       | Duración |  |
| 12.                        | «Don't, Won't, Can't»        | 3:18     |  |
| 13.                        | «In the Name of the Wee Man» | 4:25     |  |

## Posiconamiento en lista
| Lista (2016)                            | Posición |
| --------------------------------------- | -------- |
| Alemania (Offizielle Top 100)           | 1        |
| Australia (ARIA)                        | 15       |
| Austria (Ö3 Austria)                    | 5        |
| Bélgica (Ultratop flamenca)             | 37       |
| Bélgica (Ultratop valona)               | 36       |
| Escocia (Scottish Albums Chart)         | 1        |
| España (PROMUSICAE)                     | 21       |
| Estados Unidos (Top Heatseekers Albums) | 11       |
| Finlandia (Suomen Virallinen Lista)     | 10       |
| Francia (SNEP)                          | 74       |
| Hungría (MAHASZ)                        | 14       |
| Irlanda (IRMA)                          | 1        |
| Italian Albums (FIMI)                   | 29       |
| Nueva Zelanda (Recorded Music NZ)       | 33       |
| Noruega (VG-lista)                      | 21       |
| Países Bajos (Album Top 100)            | 13       |
| Portugal (AFP)                          | 38       |
| Reino Unido (UK Albums Chart)           | 1        |
| Suecia (Sverigetopplistan)              | 49       |
| Suiza (Schweizer Hitparade)             | 1        |

## Personal
Biffy Clyro
- Simon Neil – Voz, guitarra
- James Johnston – bajo, voz
- Ben Johnston – batería, voz